# 찰스 H. 보네스틸 3세
찰스 하트웰 보네스틸 3세(영어: Charles Hartwell Bonesteel III, 1909년 9월 26일~1977년 10월 13일)는 미국의 전 군인으로, 소령 찰스 H. 보네스틸 시니어의 손자이자 소장 찰스 하트웰 보네스틸 주니어의 아들이다. 제2차 세계 대전에 참전했으며 유엔사령부 및 주한 미군 사령관을 지냈다.

## 생애
보네스틸은 1909년 9월 26일 미국 뉴욕주 클린턴군 플래츠버그에서 태어났다. 십대 때 미국의 보이스카우트 단체인 이글스카우트에 가입했다. 1931년에 미국 육군사관학교를 졸업한 뒤 로즈 장학금을 받고 영국 옥스퍼드 대학교에서 공부했으며, 1934년에 철학·정치학·경제학 협동과정(PPE)에서 학사 학위를 받았다.
보네스틸은 제2차 세계 대전에 참전해 유럽 전구에서 활약했다. 미국 육군 대령 딘 러스크는 1945년 8월 11일에 보네스틸과 함께 한반도 분단의 기준선으로 북위 38도선을 선택했다고 주장했는데, 일각에서는 1944년 초부터 미국이 이미 북위 38도선을 구체적으로 검토했다고 주장한다. 제2차 세계 대전 이후 미국 국무장관 특별 보좌관을 지냈다.
보네스틸은 1961년부터 1962년까지 제24보병사단 사단장을, 1962년부터 1963년까지 제7군단 군단장을 지냈다. 1966년부터 1969년까지 유엔사령부 및 주한 미군 사령관을 지냈다. 재임 기간 동안 1·21 사태와 푸에블로호 피랍 사건, 울진·삼척 무장 공비 침투 사건 등을 겪었다. 말년에 망막 박리 때문에 왼쪽 눈을 수술한 뒤에는 안대를 끼고 다녔다.
1969년 미국 육군에서 은퇴했다. 1977년 10월 13일에 사망해 알링턴 국립묘지에 할아버지와 아버지 부근에 묻혔다.

## 상훈
- 미국 육군 수훈 복무 훈장(1944–45년, 1969년)
- 미국 훈공장(1943년, 1943–44년)
- 대영 제국 훈장 명예 장교
- 프랑스 무공 십자 훈장